# Mustaru
Mustaru – wieś w Estonii, w prowincji Parnawa, w gminie Vändra.